# Atlanta Legends
O Atlanta Legends foi um time profissional de futebol americano sediado em Atlanta, sendo um dos membros fundadores da Alliance of American Football (AAF), que começou em fevereiro de 2019. A equipe mandava seus jogos no Georgia State Stadium no campus da Georgia State University.

## História
A equipe de Atlanta foi anunciada no dia 25 de abril de 2018, como a segunda equipe da AAF, junto com o treinador, Brad Childress, e o coordenador ofensivo Michael Vick. No dia 20 de setembro, a liga anunciou o nome e logo das quatro franquias inaugurais do leste, incluindo os Legends.
O nome e as cores (roxo, dourado e branco) são homenagens a figuras históricas da cidade de Atlanta.
O primeiro jogo da equipe foi no Spectrum Stadium contra os Apollos no dia 9 de fevereiro de 2019, jogo em que perderam de 40 a 6.